# Shirase (AGB-5003)
Le Shirase (AGS-5106) est un brise-glaces, navire auxiliaire de la Force maritime d'autodéfense japonaise. Il s'agit du quatrième brise-glace du Japon pour les expéditions dans l'Antarctique. Il a hérité son nom de son prédécesseur Shirase (AGB-5002).

## Historique
La pose de la quille du Shirase a été effectué le 15 mars 2007 au chantier naval JMU de Maizuru et lancé le 16 avril 2008. Il a été mis en service le 20 mai 2009 et déployé à la base navale de Yokosuka. Il a entrepris son premier voyage le 10 novembre 2009.
En raison d'une règle de dénomination interne de la JMSDF, un brise-glace doit prendre son nom d'un lieu. En conséquence, on dit que Shirase tire son nom du Glacier Shirase qui porte le nom de famille du lieutenant Shirase Nobu, un pionnier japonais de l'exploration antarctique et qui mena la première Expédition antarctique japonaise (1910-1912).

## Missions
En février 2013, le groupe anti-chasse à la baleine de la Sea Shepherd Conservation Society a affirmé que Shirase avait été envoyé pour surveiller ses interférences avec la flotte de recherche japonaise sur les cétacés . Cependant, selon l'Institut national de recherche polaire, le brise-glace se trouvait en réalité loin de l’ouest au large des côtes de l’Antarctique, près de la Base antarctique Shōwa, à cette époque. Le gouvernement japonais a ensuite confirmé que le navire n'était impliqué dans aucune opération liée au programme de chasse à la baleine et que les affirmations de Sea Shepherd étaient "complètement fausses".
Le 17 février 2014, Shirase s'est échoué juste à côté de la Molodyozhnaya Station (Antarctica) (en). Sa coque extérieure était déchirée, mais le navire ne risquait pas de couler et aucune fuite de mazout n'avait été signalée.
Le 17 août 2017, un hélicoptère AgustaWestland EH101 Merlin de la Force d'autodéfense maritime japonaise assignée au Shirase s'est écrasé à la Marine Corps Air Station Iwakuni, dans la préfecture de Yamaguchi. Quatre membres d'équipage ont été blessés.

## Galerie

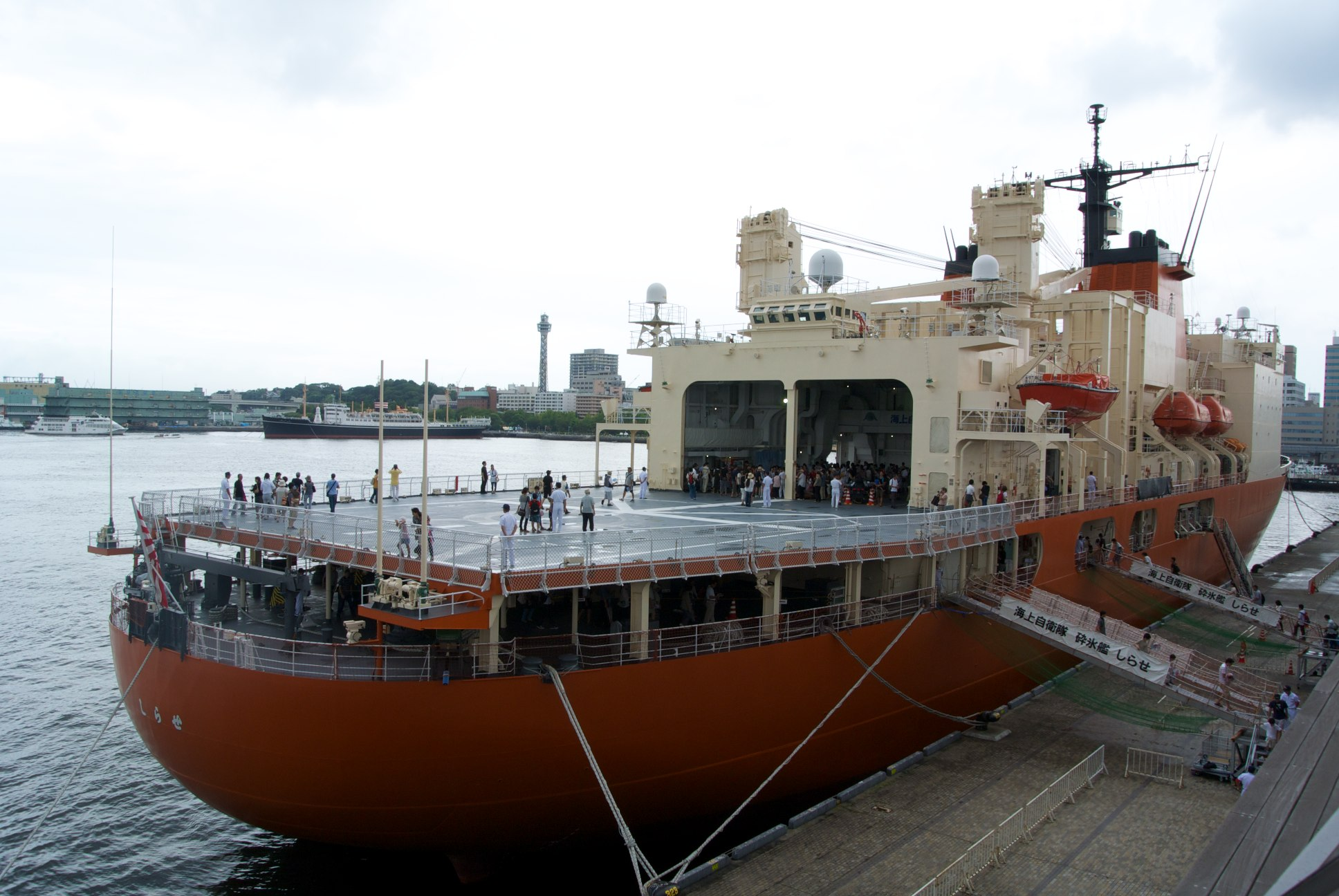
Shirase (pont arrière)
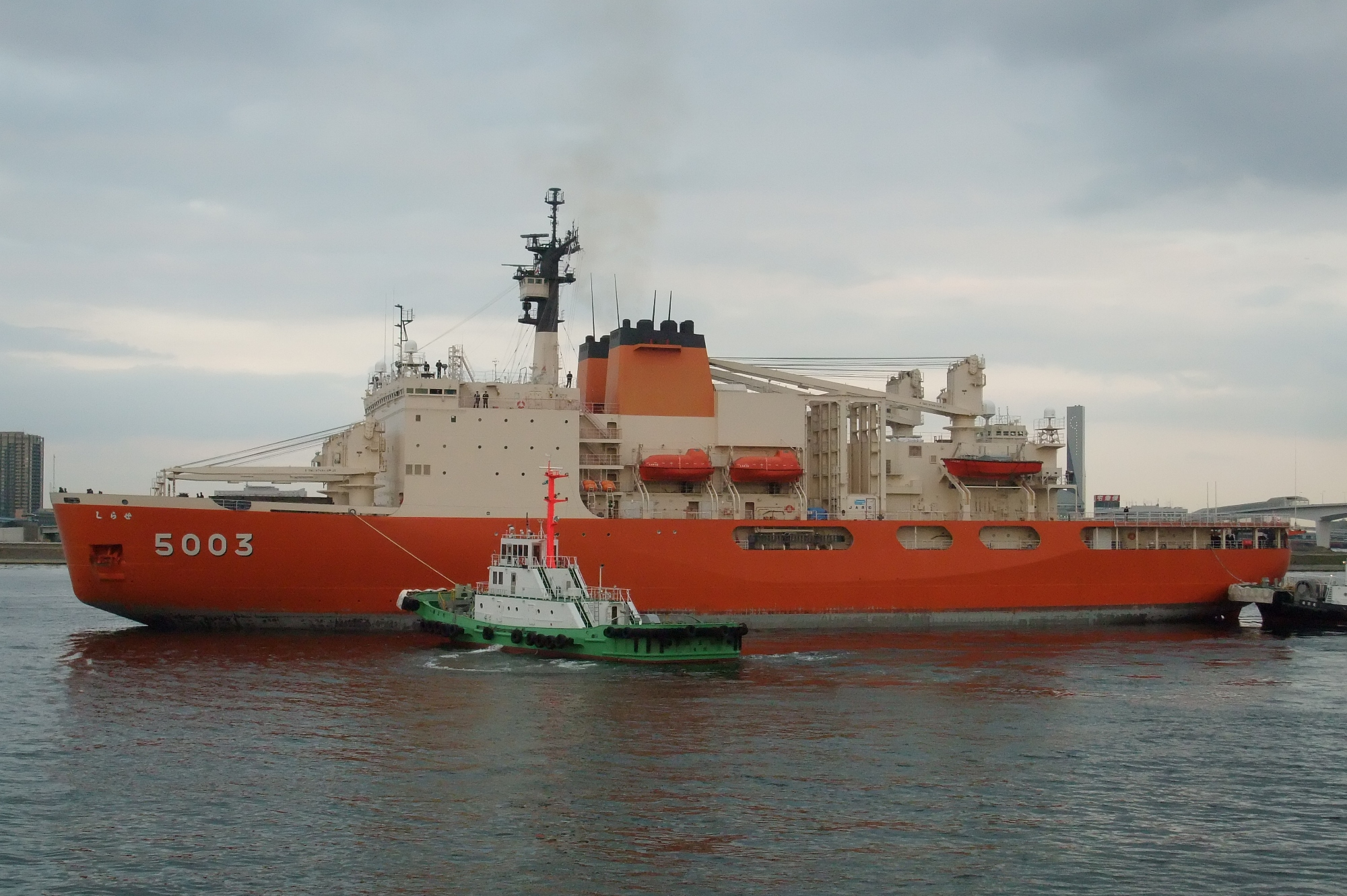
Shirase (AGB-5003)
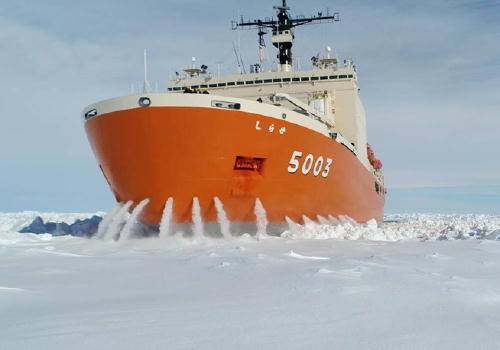
Shirase en Antarctique

### Note et référence
1. ↑  The Icebreaking Performance of SHIRASE in the Maiden Antarctic Voyage
2. ↑  Military icebreaker arrives to defend Japanese whalers

- (en) Cet article est partiellement ou en totalité issu de l’article de Wikipédia en anglais intitulé « Japanese icebreaker Shirase (AGB-5003) » (voir la liste des auteurs).